# Kontakt (bok)
Kontakt (original Contact) är en amerikansk science fiction-roman skriven av astronomen Carl Sagan och publicerad på engelska 1985. Den släpptes på svenska 1987 av förlaget Legenda. Boken utspelar sig främst under andra halvan av 1990-talet, och handlar om den första kontakten mellan mänskligheten och en mer avancerad, utomjordisk civilisation. Huvudprotagonisten är Eleanor Arroway, en forskare i utomjordiskt liv på radioteleskopet Argus.
Romanen började som ett filmmanus skrivet 1979 av Sagan och hans fru Ann Druyan; när utvecklandet av filmen stannade upp, bestämde Sagan sig istället för att skriva om den som bok. Idén återupplivades senare, och resulterade 1997 i filmen Kontakt med Jodie Foster i huvudrollen.
Romanen har även den första kända förekomsten av begreppet vetenskaplig skepticism.

## Sammanfattad handling
Eleanor "Ellie" Arroway är chef för "Projekt Argus", som leder tiotals radioteleskop i New Mexico i jakten på utomjordisk intelligens (Search for Extra-Terrestrial Intelligence, SETI).
Projektet börjar så småningom finna tecken på intelligens kontakt med jorden, från närheten av stjärnan Vega, 26 ljusår bort från jorden. Meddelandet är en upprepande sekvens med de 261 första primtalen - en sekvens av primtal är generellt förutspått vara den första kontakten från yttre intelligens, eftersom matematik är ett universellt språk, och ingen naturlig process utan intelligens kan framställa primtal. Efter ytterligare forskning upptäcks ett andra meddelande under primtalen, ett meddelande som visar sig vara jordens första TV-signal skickat starkt nog att nå bortom vår atmosfär; i detta fall, Adolf Hitlers tal vid öppnandet av de olympiska spelen i Berlin 1936. Ett tredje meddelande upptäcks därefter, som visar sig vara en drygt 30 000 sidor lång guide över byggandet av en maskin, med säten inuti för fem människor. Forskarna börjar tro att maskinen är ett slags rymdfarkost som ska föra representanter för mänskligheten till Vega.
Till sist är maskinen färdigbyggd, och den aktiveras i december 1999, och med den färdas fem vetenskapsmän- och kvinnor från hela världen – inklusive Ellie – genom en serie maskhål till mitten av vår galax Vintergatan, där de möter sändarna av meddelandet, som tagit formen av personer som inspirerat resenärerna, levande eller döda. Några av resenärernas frågor besvaras av sändarna, och innan de skickas tillbaka till jorden nämner sändarna att talet π har en kod som är ett bevis för en universell skapare.
När resenärerna återvänder till jorden, upptäcker de att vad som för dem kändes som ett dygn, bara var tjugo minuter på jorden, och för de som stannat på jorden ser inte maskinen ut som om den rört sig alls. Alla utom resenärerna har antagit att någonting gick fel, och att maskinen aldrig aktiverades. Alla deras fotografier från resan har utraderats, förmodligen av de magnetiska krafterna inuti maskhålen. De upptäcker att de inte har några bevis för sin resa, och blir anklagade för bluffmakeri och lögn.
Trots att Ellie rest till galaxens mitt, och fått tala med utomjordiska intelligenser, kan hon inte bevisa det. Regeringen kommer fram till att hela projektet är resultatet av en internationell konspiration, och anklagar jordens rikaste man för att ha lett konspirationen. Meddelandet påstås ha varit en ren fabrikation av satelliter som inte kunde spåras, eftersom meddelandet upphörde i samma stund som maskinen aktiverades, någonting omöjligt utan tidsresor bakåt.
Ellie, som alltid ställt sig skeptisk mot religion, finner sig själv med att be världen att ta ett hopp att blind tro, och lita på henne även utan bevis. Hon finner endast en som är villig att ta detta hopp: Palmer Joss, en kristen minister introducerad tidigare i boken. Ellie, och de andra resenärerna, skriver ned vad som hänt dem, och gömmer olika exemplar av det i olika arkiv, inklusive i Palmer Joss bankfack.
Ellie får arbeta kvar på Argus med vad hon vill, så länge hon inte pratar om vad som egentligen hände med maskinen. I ett försök att bevisa vad hon upplevt, börjar hon forska i decimalerna av π, för att bevisa påståendet av sändarna. Mycket djupt in i decimalerna, upptäcker hon ett mönster som inte kan uppstå slumpmässigt - ettor och nollor i en väldigt lång sträng. När strängen organiseras upp på ett papper, upptäcker Ellie att den formar en perfekt cirkel av ettor, skriven på en bakgrund av nollor.
Utomjordingarna hade föreslagit att detta var signaturen av en skapare, författad i själva grunden av rymdtiden. Det är ett andra meddelande, från skaparen av universum, och Ellie misstänker att det finns djupare meddelanden längre in i sekvensen. Detta blir det nya syftet med SETI: att finna nya mönster i π.